# 쑨러
쑨러(중국어 간체자: 孙乐, 1989년 9월 17일 ~ )은 중국의 축구 선수이다.